# Thor: Son of Asgard
A Thor: Son of Asgard Josida Akira író és Greg Tocchini rajzoló 2004-2005-ben megjelent mini képregénysorozata a Marvel Comics Thor nevű mitológiai ihletésű szuperhősének főszereplésével. A Marvel a kezdetben hat részesre tervezett minisorozatot a kedvező értékesítési adatok és visszajelzések miatt az eredeti alkotógárda megőrzésével tizenkettőre bővítette. A Son of Asgard történetei az ifjú Thor barátaival, Siffel és Balderrel közös kalandjait mesélik el. Josidára a képregény stílusának kialakításakor a szereplő több korábbi írójának és rajzolójának munkája is hatással volt, de elsősorban Thor megalkotóinak, Stan Leenek és Jack Kirbynek közös Tales of Asgard-történetei, melyek a Journey into Mystery, majd pedig a The Mighty Thor oldalain jelentek meg az 1960-as években.

## A minisorozat megszületése
Josida Akira, aki íróként Japánban már több anime- és mangasorozatban közreműködött, az Egyesült Államokban is ismert Aszamija Kia közvetítésén keresztül került kapcsolatba az amerikai képregényiparral. Josida a 2002-es San Diegó-i Nemzetközi Képregénytalálkozón ismerkedett meg a Marvel Comics néhány szerkesztőjével, akikkel a rendezvény után kapcsolatban maradt. Bár a Marvel a következő hónapok során Josida több beküldött ötletét is visszautasította, más stúdióknál lehetőséget kapott egy-egy történet megírására. 2003-ban, miközben Aszamijával a Dark Horse Comics számára egy Hellboy-történeten dolgozott, értesült a Marvel egy új hat részes minisorozatának tervezetéről, melynek központi témája a kiadó nagy múltra visszatekintő viharistenének, Thornak az ifjú évei voltak. Josidát benyújtott tervezete, valamint korábbi, a Rodosz tó szenki, a Kidó szenkan Nadesiko és a Kaikecu dzsóki tanteidan című sorozatokban való munkája alapján választották ki a jelentkezők közül. A sorozat szerkesztőjének, Mackenzie Cadenhead szerkesztő nyilatkozata szerint, a Son of Asgard számára olyan írót kerestek, aki történeteiben képes megragadni cselekmény helyszínéül szolgáló Asgard mitológiai környezetének hangulatát, és egyben azt a fiatal olvasók számára vonzóvá tenni.
Josidára a Son of Asgard írása közben legnagyobb hatással Stan Lee és Jack Kirby közös Tales of Asgard-történetei voltak, melyek a Journey into Mystery, majd pedig a The Mighty Thor oldalain jelentek meg az 1960-as években. A füzetek a jelenhez korhű környezetben játszódó fő történetei mellett az általában öt oldalas Tales of Asgard Thor és Asgard más istenei régmúltban átélt kalandjait mutatta be. Ezek közül a koraik még az előtt játszódtak, hogy Thor kiérdemelte volna nagy erejű kalapácsának, a Mjolnirnak a viselését. Josida ezeknek az időknek a még el nem mondott kalandjait szerette volna elmesélni történetében. Az íróra szintén nagy hatással voltak Walt Simonson 1980-as években megjelent művei, ahogyan azokban a Thor és barátai, Sif és Balder közötti kapcsolat ábrázolta. „Roy Thomas néhány gyönyörű történetet mesélt el, Walt Simonson munkája során pedig nagy hangsúlyt helyezett az asgardiak emberi oldalának bemutatására.” – nyilatkozta Josida, aki a történet képi világának tekintetében Kirby, Simonson, Andy Kubert és ifjabb John Romita munkáit tekintette követendő példának.

### Stílusa
Josida az ifjú Thort szemtelen és türelmetlen kamaszként akarta ábrázolni sorozatában, aki viselkedését és modort tekintve is meggondolatlan. Apja, Asgard királyának, Odinnak az árnyékában él, és bár nem mutatja, de annak bizonyítása, hogy egyszer méltó utóda lesz a trónon, nagy lelki terhet jelent számára. Emiatt gyakran nincs tekintettel barátai saját akaratára és érzéseire. Josida Thor személyiségét mint egy hétköznapi serdülőét kezelte el, tekintet nélkül a képregényhős isteni származására. A modern hétköznapi kamaszok környezete, problémái és vágyálmai helyére emellett Asgard világát és annak elemeit helyezte.
Josida nyilatkozata szerint, bár képregényének összehasonlítása J. R. R. Tolkien A Gyűrűk Ura, és J. K. Rowling Harry Potter című fantasy regényeivel nem alaptalan, és nem is tagadja, hogy a Son of Asgard megalkotása közben megpróbált ezek hangulatából is meríteni, de sorozata mégis elsősorban Stan Lee és Jack Kirby, a germán mitológia alapján megalkotott képregénybeli Asgard világának szellemiségét próbálta követni. Mackenzie Cadenhead véleménye szerint a sorozat mitológiai környezete és tájai ugyanolyan fontos szereplői a történetnek, mint annak kamasz hősei. Ellentétben a Marvel más kiadványainak hagyományával, melyekben Thor és Asgard más istenei általában „régies stílusban” beszélnek, a Son of Asgard szereplőinek nyelvezete modern. Josida elmondása szerint a könnyedebb stílus a Marvel döntése volt, ugyanis a régies, nehezebb nyelvezettel nem szerették volna elijeszteni a fiatalabb olvasókat. Josida eleinte idegenkedett a kiadó kitételétől, de idővel megbarátkozott vele.

## A minisorozat megjelenése és cselekménye
A Thor: Son of Asgard első száma 2004 májusában jelent meg. A Marvel kezdetben hat részesre tervezett minisorozatának első hat számában megjelenő, a The Warriors Teen című történetben Odin, Asgard királya elérkezettnek látja az időt, hogy próba elé állítsa fiát, Thort, és két barátját, Baldert és Sifet, hogy bebizonyítsák rátermettségüket. Odin új mágikus fegyvert akar kovácsolni, amihez a fiatal harcosoknak négy különleges hozzávalót kell megszerezniük: a Hakurei nevű sárkány hátáról egy pikkelyt, a Gnori nevű sas egy szárnytollát, egy eleven drágakövet Jennia bányáiból, és vizet Lilitha tavából. Josida Akira magyarázata szerint ezek varázserejű tárgyak annak a metaforájaként is szolgálnak a történetben, hogy a három barát milyen fontos leckéket is tanul meg kalandos utazásuk során. Megpróbáltatásaik során Thor féltestvére, a csínytevő Loki hátráltatni, és egymás ellen hangolni próbálja őket, de sikertelenül. A fiatal harcosok útja során a nornák királynője, Karnilla látva Loki rosszindulatú tetteit, megpróbálja a fiút a saját oldalára állítani Odin elleni harcában. Lokinak azonban sikerül megszöknie és figyelmeztetnie Thort, Baldert és Sifet. Thor vissza küldi barátait Asgardba, hogy apja mellett harcoljanak, míg ő elindul, hogy felkutassa az apja által feladatul kirótt utolsó hozzávalót is. Mikorra Thor visszatér Asgardba, Karnilla más ostrom alá vette a várost. A harc során Thor halálos sebet kap, de miután Odinnak sikerül legyőznie Karnillát, a fiatal harcost Lilitha tavának vize és a szeretet könnyei segítségével sikerül feltámasztani.
A kedvező értékesítési adatok és visszajelzések miatt a Marvel, az eredeti alkotógárda megőrzésével, tizenkettőre bővítette a minisorozatot. Az egyetlen változás a borítórajzoló személyében történt, Adi Granovot a hetedik számmal Jo Chen váltotta le. Joe Quesada, a Marvel főszerkesztője a sorozatot, melynek „viszonylag ismeretlen alkotókból álló csapata egy klasszikus Marvel-hőst új megvilágításba helyezett”, sikeresként jellemezte. Josida hasonlóképpen vélekedett Tocchinival közös munkájáról, figyelembe véve azt is, hogy számos kísérleti jelleggel indított sorozat már a hatodik számmal véget ér. Bár a szerkesztőség döntése elismerést jelentett számára, de egyben váratlanul és felkészületlenül is érte. Miután átgondolta a lehetőségeit, Josida úgy döntött, hogy a további hat füzetet két történet számára osztja fel.
A sorozat hetedik száma 2004 októberében jelent meg a három részes Enchanted című történet első részével, melyet Josida a kamasz szerelem témája köré épített fel. Az Enchanted főszereplői Thor és Sif, de mellettük Josida a Thor-képregények további két jellegzetes szereplőjének Amorának, a Varázslónőnek, és Brunnhildának, Valkűrnek is központi szerepet biztosított. A történetben Loki és a Varázslónő becsapják Sifet, és ráveszik, hogy lopjon el egy mágikus erejű tükröt. A varázserejű tárgy bárkit halálosan szerelmessé képes tenni, Sif pedig két rosszakarója cselszövései miatt úgy érezi, hogy Thor már nem szereti őt, amire a tükör ereje jelentheti a megoldást. Miután Amora megszerezi a tükröt Siftől, arra használja fel, hogy elcsábítsa Thort. Sifnek és Brunnhildának végül sikerül megtörniük a tükör bűbáját, és bár Thor neheztelt Sifre, amiért barátja képes volt Amora becstelen eszközeihez folyamodni, végül mégis megbocsát neki és kibékülnek. Josida későbbi nyilatkozata szerint az Enchanted a Son of Asgardban megjelent három története közül a kedvence.
A sorozat utolsó, Worthy című története a 2005 januárjában megjelent tizedik számban vette kezdetét. Mivel Josida nem tudhatta, hogy kap e ismét lehetőséget a sorozat folytatására, úgy érezte, hogy az utolsó történetben le kell zárnia azt, és méltóvá kell tennie Thort, hogy végre felemelhesse és használhassa a Mjolnirt. A Worthy cselekményének alapja Stan Lee és Jack Kirby azonos eseményt feldolgozó Death Comes to Thor című munkája volt, mely a Journey Into Mystery 102. számában, 1964 márciusában jelent meg. Josida utolsó történetében Hela, a halál istennője összefog a viharóriások királyával, és Sif elrablásáért cserébe halhatatlanságot ígér neki. Hela azonban valójában Odinnak akar fájdalmat okozni azzal, hogy megöli fiát, Sifre pedig csak azért van szüksége, hogy Thort magához csalja. Thornak a Mjolnir hatalmát felhasználva sikerül ugyan felül kerekednie a viharóriásokon, de Hela erősebbnek bizonyul nála. Mivel nem lát más lehetőséget, a fiatal isten önként felajánlja életét Sif szabadságáért cserébe. Hela végül mégsem veszi el Thor életét, mivel ha Odin megtudja, hogy fia milyen önzetlenül és becsülettel halt meg, csak büszkeséget érezne Thor halála felett. A Worthy történetének, az Enchantednek fontos eleme Thor és Sif kapcsolata, és az, ahogyan mindkét szereplőben tisztázódnak egymás iránti érzései.
Josida elmondása szerint a Marvel fontolóra vette, hogy a tizenkettedik szám után ismét újabb hat számmal bővíti a sorozatot. A Josida által benyújtott történetötleteben a lázadó Thort apja száműzte volna Asgard vadonjába, ahol találkozott volna a Thor-képregények két újabb jellegzetes szereplőjével, Ulikkal és Vidarral. Az író nyilatkozata szerint az emberiességről és felelősségről szóló történet kedvező visszhangot kapott a szerkesztőségben, de mivel a Thor-képregények eladási statisztikái alulmaradtak a Marvel elvárásain, végül nem hosszabbították meg a sorozatot.

## Gyűjteménykötetek
- Akira Yoshida (w), Greg Tocchini (p), Jay Leisten (i). Thor: Son of Asgard, Volume 1: The Warriors Teen. (2004. november) New York: Marvel Comics. ISBN 9780785113355

- Akira Yoshida (w), Greg Tocchini (p,i). Thor: Son of Asgard, Volume 2: Worthy. (2005. április) New York: Marvel Comics. ISBN 9780785115724

- Akira Yoshida (w), Greg Tocchini (p), Jay Leisten, Greg Tocchini (i). Thor: Son of Asgard. (2010. szeptember) New York: Marvel Comics. ISBN 9780785141563

## Külső hivatkozások
- Greg Tocchini: Thor: Son of Asgard - Pencil pages (angol nyelven). Greg Tocchini blogja. magánkiadás
- Greg Tocchini: Thor: Son of Asgard (spanyol nyelven). Greg Tocchini blogja. magánkiadás